# Ministri dell'istruzione e della ricerca della Germania
I ministri dell'istruzione e della ricerca della Repubblica Federale Tedesca dal 1949 ad oggi sono i seguenti.

## Lista

### Istruzione
| Ministro | Ministro | Ministro    | Partito                      | Governo      | Inizio        | Fine      |
| -------- | -------- | ----------- | ---------------------------- | ------------ | ------------- | --------- |
|          |          | Karin Prien | Unione Cristiano Democratica | Governo Merz | 6 maggio 2025 | in carica |

### Ricerca e Tecnologia
| Ministro | Ministro | Ministro     | Partito                  | Governo      | Inizio        | Fine      |
| -------- | -------- | ------------ | ------------------------ | ------------ | ------------- | --------- |
|          |          | Dorothee Bär | Unione Cristiano Sociale | Governo Merz | 6 maggio 2025 | in carica |

### Istruzione e ricerca
| Ministro            | Ministro        | Ministro                | Partito                               | Governo            | Inizio           | Fine            |
| ------------------- | --------------- | ----------------------- | ------------------------------------- | ------------------ | ---------------- | --------------- |
|                     |                 | Jürgen Rüttgers         | Unione Cristiano Democratica          | Governo Kohl V     | 17 novembre 1994 | 26 ottobre 1998 |
|                     |                 | Edelgard Bulmahn        | Partito Socialdemocratico di Germania | Governo Schröder I | 27 ottobre 1998  | 22 ottobre 2002 |
| Governo Schröder II | 22 ottobre 2002 | Edelgard Bulmahn        | Partito Socialdemocratico di Germania | 22 novembre 2005   |                  |                 |
|                     |                 | Annette Schavan         | Unione Cristiano Democratica          | Governo Merkel I   | 22 novembre 2005 | 28 ottobre 2009 |
| Governo Merkel II   | 28 ottobre 2009 | Annette Schavan         | Unione Cristiano Democratica          | 17 dicembre 2013   |                  |                 |
|                     |                 | Johanna Wanka           | Unione Cristiano Democratica          | Governo Merkel III | 17 dicembre 2013 | 14 marzo 2018   |
|                     |                 | Anja Karliczek          | Unione Cristiano Democratica          | Governo Merkel IV  | 14 marzo 2018    | 8 dicembre 2021 |
|                     |                 | Bettina Stark-Watzinger | Partito Liberale Democratico          | Governo Scholz     | 8 dicembre 2021  | 6 maggio 2025   |

#### Ricerca
| Ministro             | Ministro         | Ministro            | Partito                               | Governo             | Inizio           | Fine             |
| -------------------- | ---------------- | ------------------- | ------------------------------------- | ------------------- | ---------------- | ---------------- |
| Questioni atomiche   |                  |                     |                                       |                     |                  |                  |
|                      |                  | Franz Josef Strauß  | Unione Cristiano Sociale              | Governo Adenauer II | 21 ottobre 1955  | 16 ottobre 1956  |
|                      |                  | Siegfried Balke     | Unione Cristiano Sociale              | Governo Adenauer II | 16 ottobre 1956  | 29 ottobre 1957  |
| Governo Adenauer III | 29 ottobre 1957  | Siegfried Balke     | Unione Cristiano Sociale              | 14 novembre 1961    |                  |                  |
| Governo Adenauer IV  | 14 novembre 1961 | Siegfried Balke     | Unione Cristiano Sociale              | 14 dicembre 1962    |                  |                  |
| Ricerca scientifica  |                  |                     |                                       |                     |                  |                  |
|                      |                  | Hans Lenz           | Partito Liberale Democratico          | Governo Adenauer V  | 14 dicembre 1962 | 11 ottobre 1963  |
| Governo Erhard I     | 17 ottobre 1963  | Hans Lenz           | Partito Liberale Democratico          | 26 ottobre 1965     |                  |                  |
|                      |                  | Gerhard Stoltenberg | Unione Cristiano Democratica          | Governo Erhard II   | 26 ottobre 1965  | 30 novembre 1966 |
| Governo Kiesinger    | 1º dicembre 1966 | Gerhard Stoltenberg | Unione Cristiano Democratica          | 21 ottobre 1969     |                  |                  |
| Ricerca e tecnologia |                  |                     |                                       |                     |                  |                  |
|                      |                  | Horst Ehmke         | Partito Socialdemocratico di Germania | Governo Brandt II   | 15 dicembre 1972 | 16 maggio 1974   |
|                      |                  | Hans Matthöfer      | Partito Socialdemocratico di Germania | Governo Schmidt I   | 16 maggio 1974   | 14 dicembre 1976 |
| Governo Schmidt II   | 14 dicembre 1976 | Hans Matthöfer      | Partito Socialdemocratico di Germania | 16 febbraio 1978    |                  |                  |
|                      |                  | Volker Hauff        | Partito Socialdemocratico di Germania | Governo Schmidt II  | 16 febbraio 1978 | 4 novembre 1980  |
|                      |                  | Andreas von Bülow   | Partito Socialdemocratico di Germania | Governo Schmidt III | 6 novembre 1980  | 1º ottobre 1982  |
|                      |                  | Heinz Riesenhuber   | Unione Cristiano Democratica          | Governo Kohl I      | 4 ottobre 1982   | 29 marzo 1983    |
| Governo Kohl II      | 30 marzo 1983    | Heinz Riesenhuber   | Unione Cristiano Democratica          | 11 marzo 1987       |                  |                  |
| Governo Kohl III     | 11 marzo 1987    | Heinz Riesenhuber   | Unione Cristiano Democratica          | 18 gennaio 1991     |                  |                  |
| Governo Kohl IV      | 18 gennaio 1991  | Heinz Riesenhuber   | Unione Cristiano Democratica          | 21 gennaio 1993     |                  |                  |
|                      |                  | Matthias Wissmann   | Unione Cristiano Democratica          | Governo Kohl IV     | 21 gennaio 1993  | 13 maggio 1993   |
|                      |                  | Paul Krüger         | Unione Cristiano Democratica          | Governo Kohl IV     | 13 maggio 1993   | 17 novembre 1994 |

#### Istruzione e scienza
| Ministro            | Ministro         | Ministro            | Partito                               | Governo             | Inizio           | Fine             |
| ------------------- | ---------------- | ------------------- | ------------------------------------- | ------------------- | ---------------- | ---------------- |
|                     |                  | Hans Leussink       | Indipendente                          | Governo Brandt I    | 22 ottobre 1969  | 15 marzo 1972    |
|                     |                  | Klaus von Dohnanyi  | Partito Socialdemocratico di Germania | Governo Brandt I    | 15 marzo 1972    | 15 dicembre 1972 |
| Governo Brandt II   | 15 dicembre 1972 | Klaus von Dohnanyi  | Partito Socialdemocratico di Germania | 16 maggio 1974      |                  |                  |
|                     |                  | Helmut Rohde        | Partito Socialdemocratico di Germania | Governo Schmidt I   | 16 maggio 1974   | 14 dicembre 1976 |
| Governo Schmidt II  | 14 dicembre 1976 | Helmut Rohde        | Partito Socialdemocratico di Germania | 16 febbraio 1978    |                  |                  |
|                     |                  | Jürgen Schmude      | Partito Socialdemocratico di Germania | Governo Schmidt II  | 16 febbraio 1978 | 4 novembre 1980  |
| Governo Schmidt III | 6 novembre 1980  | Jürgen Schmude      | Partito Socialdemocratico di Germania | 28 gennaio 1981     |                  |                  |
|                     |                  | Björn Engholm       | Partito Socialdemocratico di Germania | Governo Schmidt III | 28 gennaio 1981  | 1º ottobre 1982  |
|                     |                  | Dorothee Wilms      | Unione Cristiano Democratica          | Governo Kohl I      | 4 ottobre 1982   | 30 marzo 1983    |
| Governo Kohl II     | 30 marzo 1983    | Dorothee Wilms      | Unione Cristiano Democratica          | 11 marzo 1987       |                  |                  |
|                     |                  | Jürgen W. Möllemann | Partito Liberale Democratico          | Governo Kohl III    | 11 marzo 1987    | 18 gennaio 1991  |
|                     |                  | Rainer Ortleb       | Partito Liberale Democratico          | Governo Kohl IV     | 18 gennaio 1991  | 3 febbraio 1994  |
|                     |                  | Karl-Hans Laermann  | Partito Liberale Democratico          | Governo Kohl IV     | 3 febbraio 1994  | 17 novembre 1994 |